# Exógeno
Los términos exógeno, exógena y sus derivados se utilizan para hacer referencia a algo que se origina en el exterior de una cosa, en contraposición a endógeno. Según el Diccionario de la lengua española, este adjetivo hace referencia a algo que se genera o se forma en el exterior o en virtud de causas externas.

## Algunos ejemplos de utilización
En las distintas disciplinas científicas y áreas del saber, el concepto tiene aplicación principalmente para agrupar por su origen (en la dicotomía externo/interno) a los factores que tienen incidencia en el fenómeno que se estudia. Por ejemplo:
- El término tiene amplia aplicación en clínica, tanto en medicina como en psicología. La etiología clasifica las causas de las enfermedades o trastornos según dónde se originan, diferenciando entre causas endógenas y exógenas, aunque se admite que independientemente del modelo teórico clasificatorio, en la práctica clínica real ninguna causa puede ser catalogada como exclusivamente exógena o exclusivamente endógena.[2]
- En economía, los modelos econométricos suelen clasificar sus variables en dos grupos: exógenas (externas al modelo) y endógenas (intrínsecas o internas del modelo).[3]
- En geología, el concepto se utiliza para agrupar a los procesos y fenómenos que ocurren en la superficie terrestre o cerca de ella (como por ejemplo la meteorización) en contraposición a los que se originan endogenéticamente (al interior de la Tierra).
- En ecología y en las ciencias ambientales, se emplea el término «energía exógena» (en contraposición a «energía endógena») para referirse a aquella producida o consumida por el hombre durante sus actividades y que no proviene de su propio cuerpo. Así se incluye la energía liberada por los hidrocarburos para el transporte o la generación eléctrica. La energía endógena se limitaría a la alimentación y a la generada para el trabajo manual. A lo largo de la historia la cantidad de energía exógena ha ido aumentando en relación con la endógena.